# Fulianka
Fulianka es un municipio situado en el distrito de Prešov, en la región de Prešov, Eslovaquia. Tiene una población estimada, a inicios del año 2022, de 411 habitantes.
Está ubicado en el centro-sur de la región, en el valle del río Torysa (cuenca hidrográfica del río Tisza) y cerca de la frontera con la región de Košice.

## Demografía
| Año        | 1994 | 2004    | 2014    | 2024    |
| ---------- | ---- | ------- | ------- | ------- |
| Población  | 358  | 388     | 393     | 417     |
| Diferencia |      | +8,37 % | +1,28 % | +6,10 % |

| Año        | 2023 | 2024 |
| ---------- | ---- | ---- |
| Población  | 417  | 417  |
| Diferencia |      | +0 % |